# Hloučela
Hloučela (na horním toku až po Plumlovskou přehradu nazývaná též Okluka) je říčka v Olomouckém kraji. Délka toku je 33,9 km. Plocha povodí měří 129,0 km².

## Název
Název Hloučela je českého původu a znamená „hlučivá, hlučná, ráda hlučící“.

## Průběh toku
Pramení v lesích Drahanské vrchoviny, v západní části okresu Prostějov, severně od obce Buková, kterou však neprotéká. Dále pokračuje kolem obce Lipová až k Lipovskému mlýnu, kde se k ní přidává první významnější pravostranný přítok – říčka Zábrana. Poté se vine kolem chatařské oblasti u vsi Seč do osady Okluky, na jejímž horním konci zásobí vodou rybník sloužící místnímu rekreačnímu středisku. Z Okluk kopíruje tok silnici až do Stínavy, kterou na jihozápadní straně obtéká. V minulosti však svými vodami zásobila zdejší dva mlýny. Za Stínavou vtéká do lesa vojenského výcvikového prostoru, kde se do ní zprava vlévá Repešský potok. U vsi Hamry zásobuje dva místní rybníky a teče dále přes Žárovice do Soběsuk, kde přijímá pravostranný přítok Osinu. Poté se pod Plumlovem vlévá do Podhradského rybníka, do kterého zleva též vtéká potok Roudník. Za výpustí Podhradského rybníka do ní zprava ústí potok Kleštínek a po několika stech metrech říčka vtéká do Plumlovské přehrady. Těsně pod ní se z říčky odděluje Čechovický náhon, který se zpět vlévá až za Prostějovem u Kralického háje do řeky Valová. Samotný tok Hloučely pokračuje přes Mostkovice a Prostějov až do městské části Vrahovice, kde se stéká s přibližně stejně velkou říčkou Romží. Jejich společný tok, který se nazývá Valová, dále pokračuje jihovýchodním směrem k Uhřičicím, u kterých se zprava vlévá do řeky Moravy.

## Vodní režim, stav znečištění
Průměrný průtok pod VD Plumlov na 10,6 říčním kilometru činí 0,58 m³/s. Stoletá voda zde dosahuje 56 m³/s.
Během maxim, kterých dosahuje během tání sněhu v březnu a dubnu, vzniká v údolí říčky samovolné proudění mělké podzemní vody.
Stav Hloučely je považován za ekologicky celkově nevyhovující na základě překročených hodnot více sledovaných parametrů.

## Využití

### Prostějov
V severní části města říčka meandruje lesoparkem, který je oblíbeným relaxačním místem Prostějovanů.

### Vodáctví
Hloučela bývá každoročně cílem vodáků, kteří při vypouštění Plumlovské přehrady pořádají závody.

## Galerie

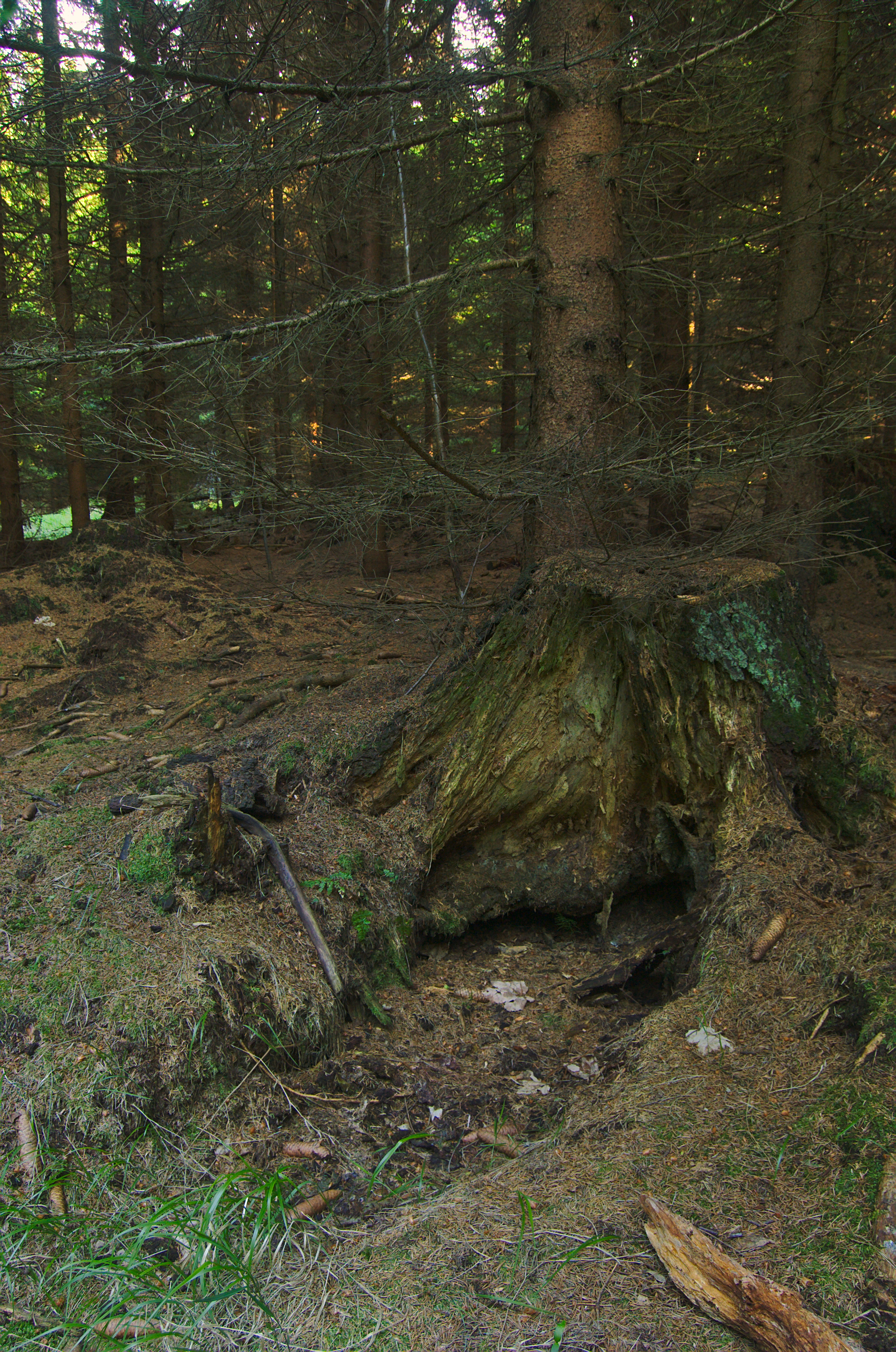
Jeden z pramenů
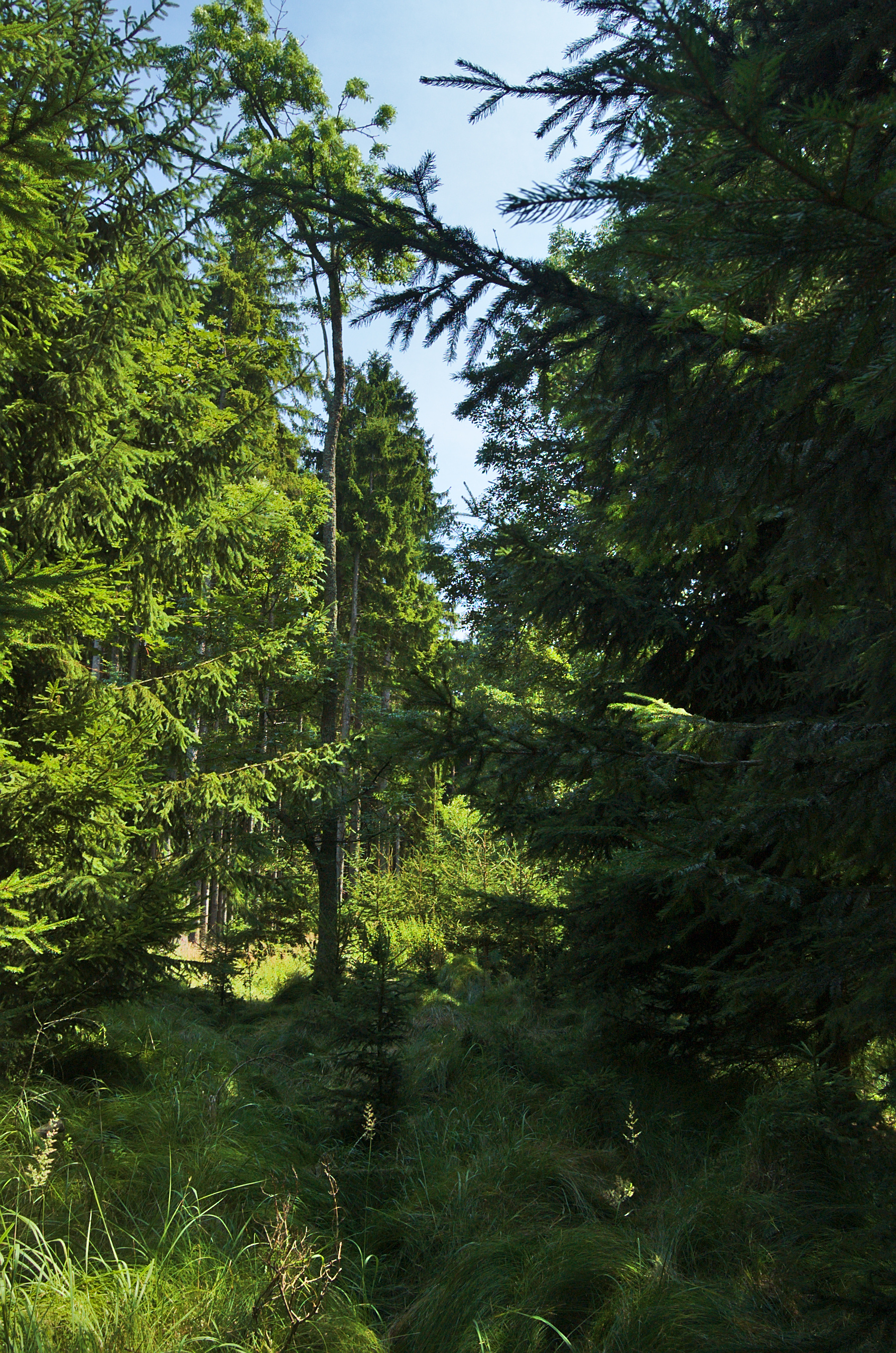
Další z možných pramenů
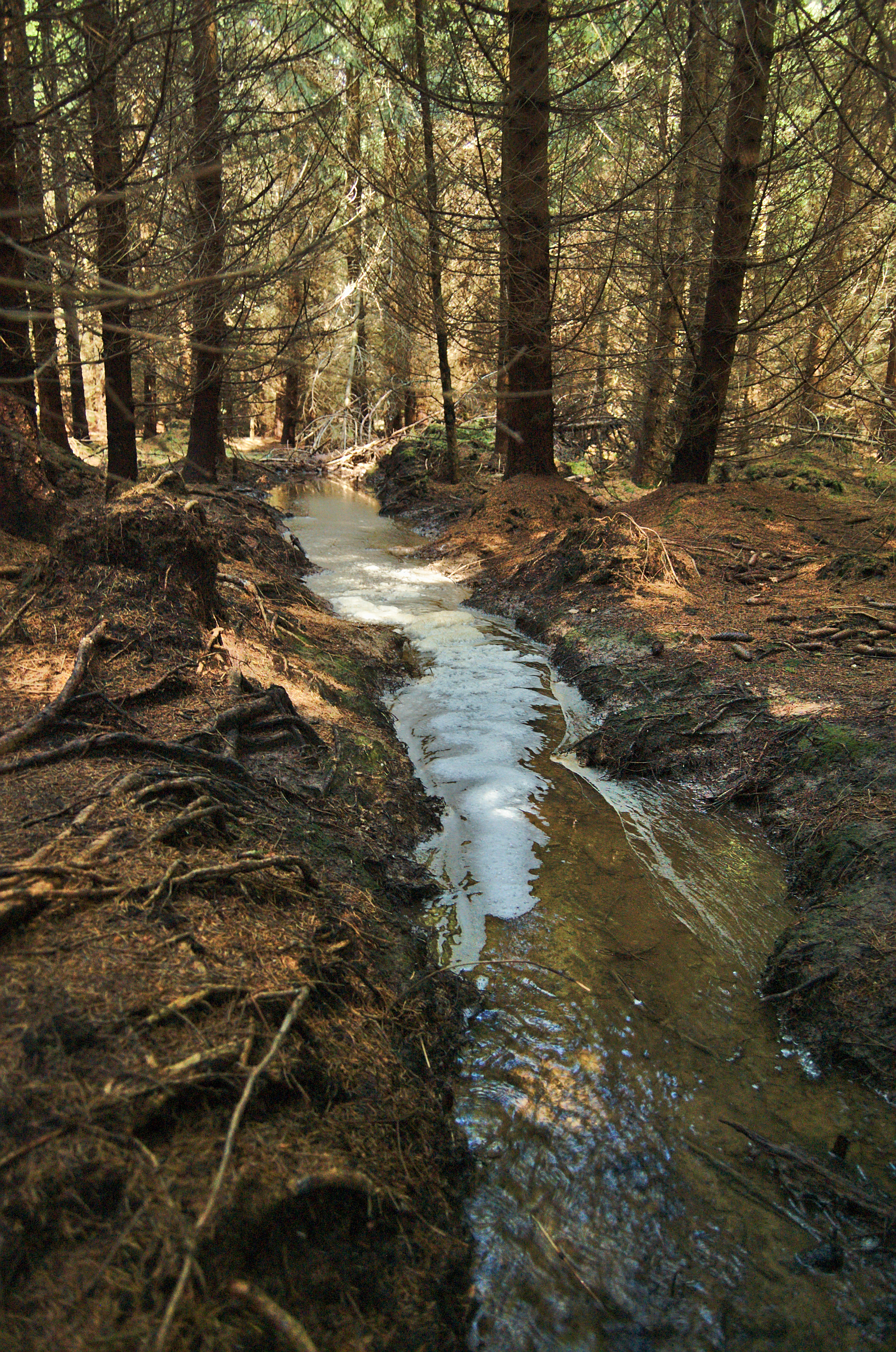
Koryto potůčku kousek od pramene
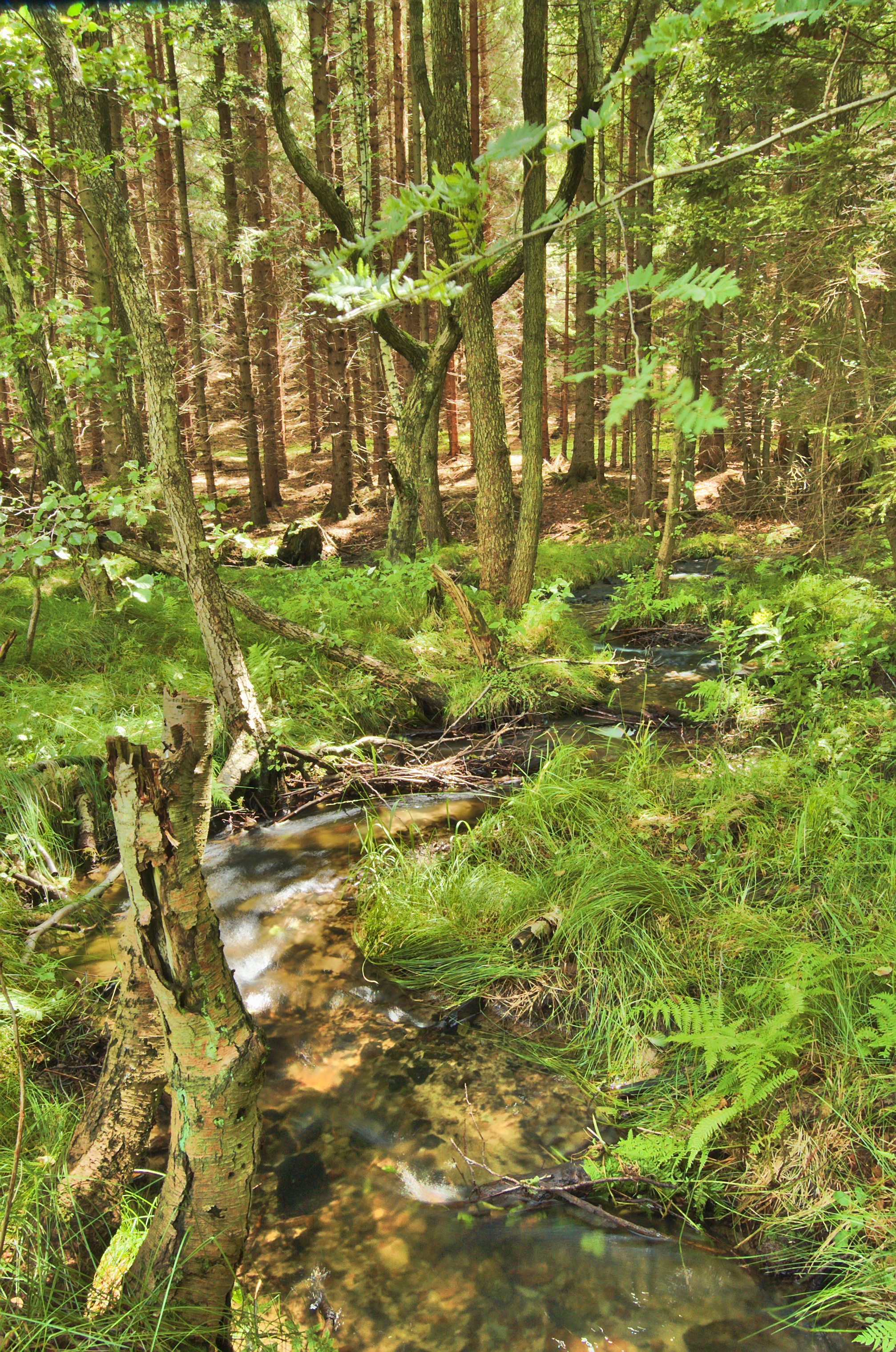
První z ramen před soutokem
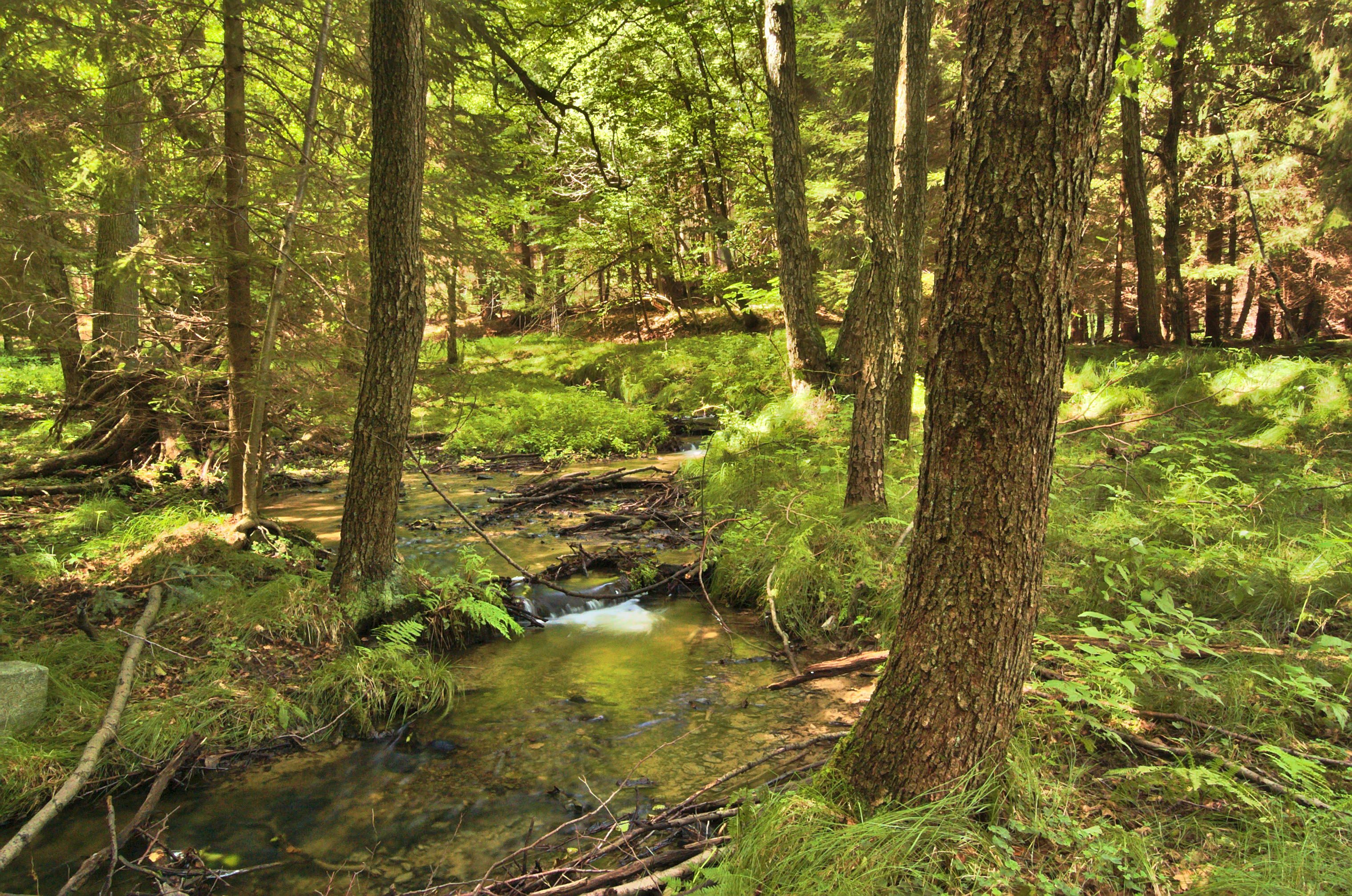
Druhé rameno před soutokem
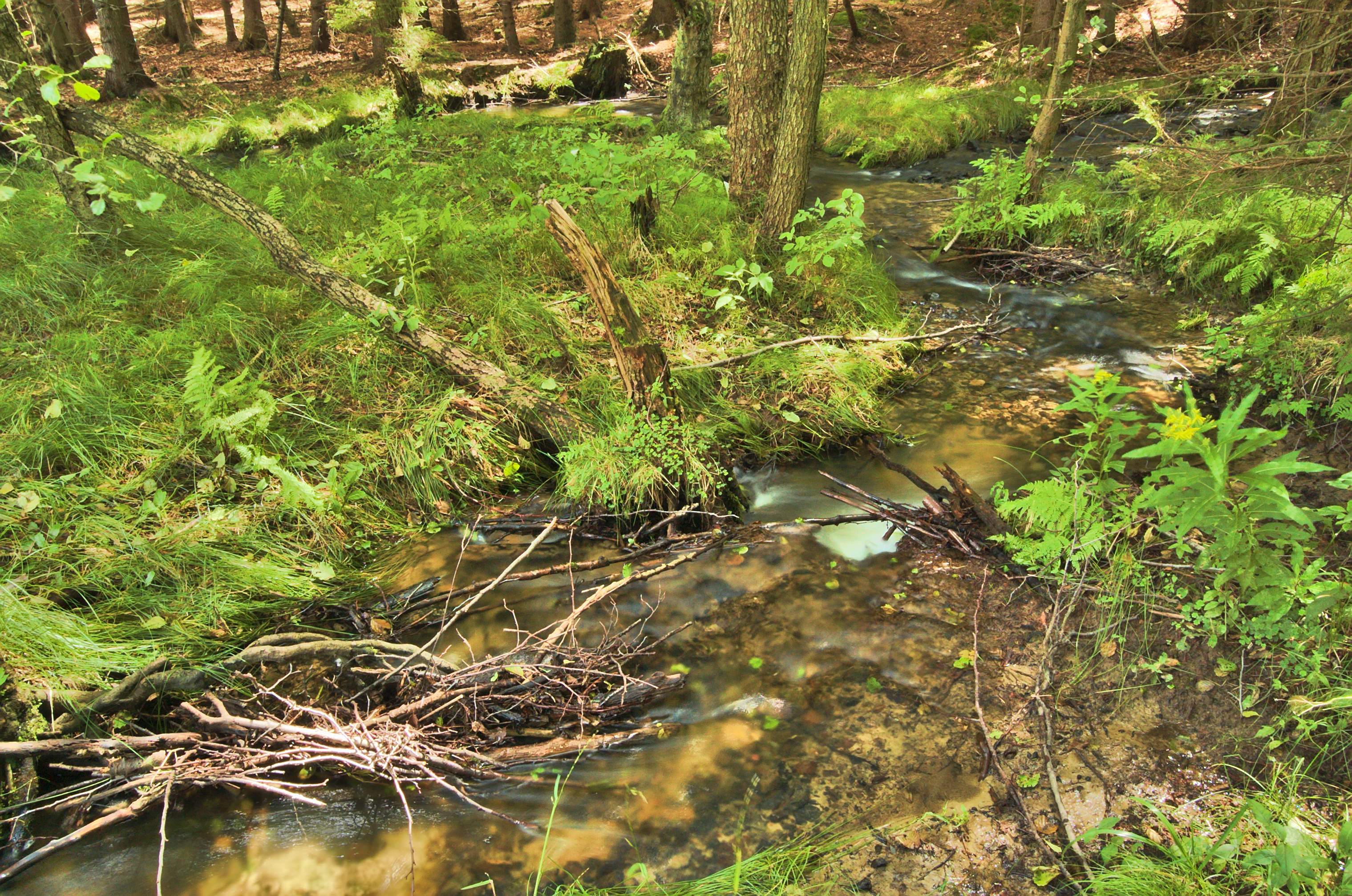
Soutok obou ramen
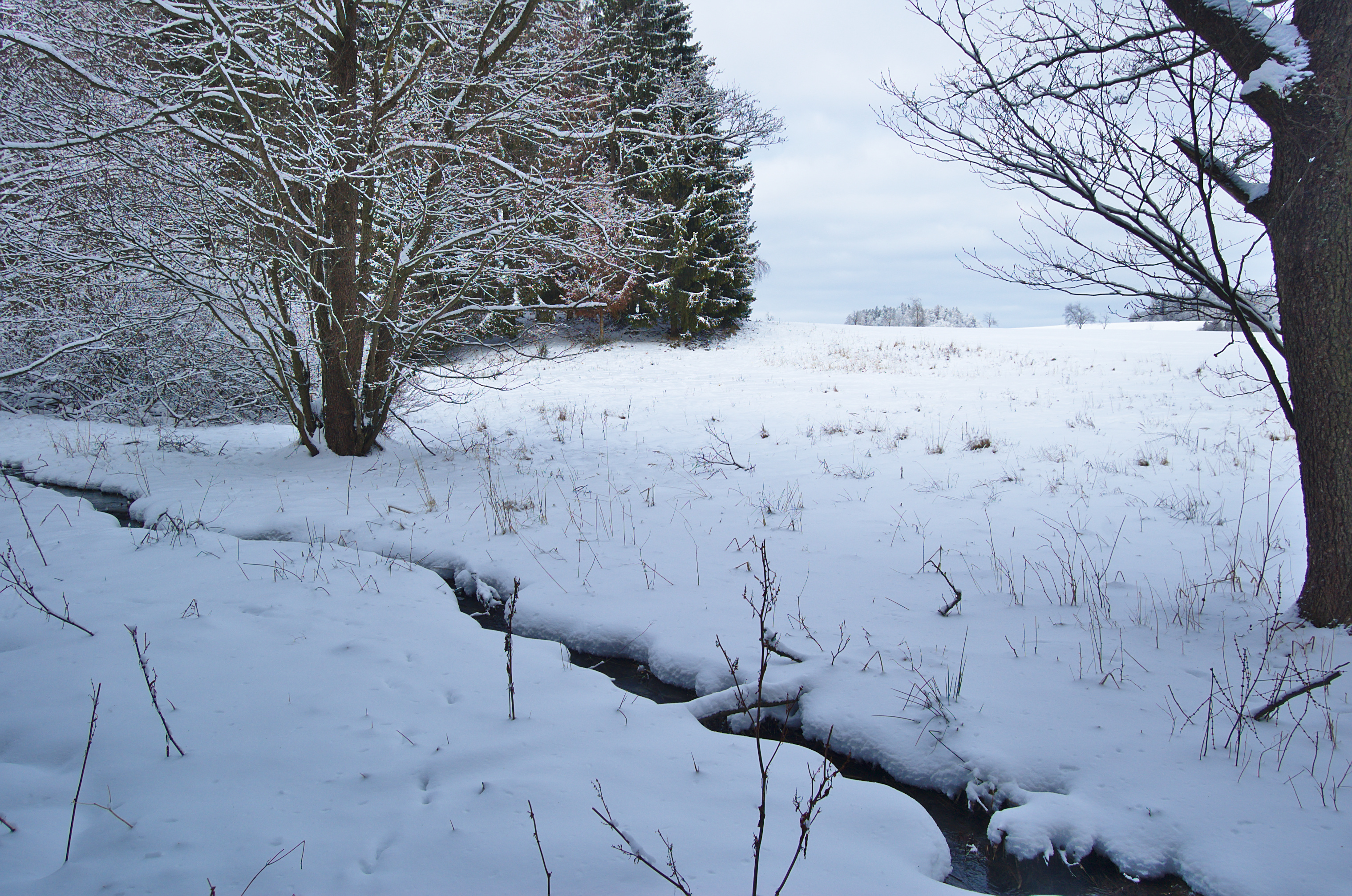
Tok na horním konci přírodní rezervace Lipovské upolínové louky
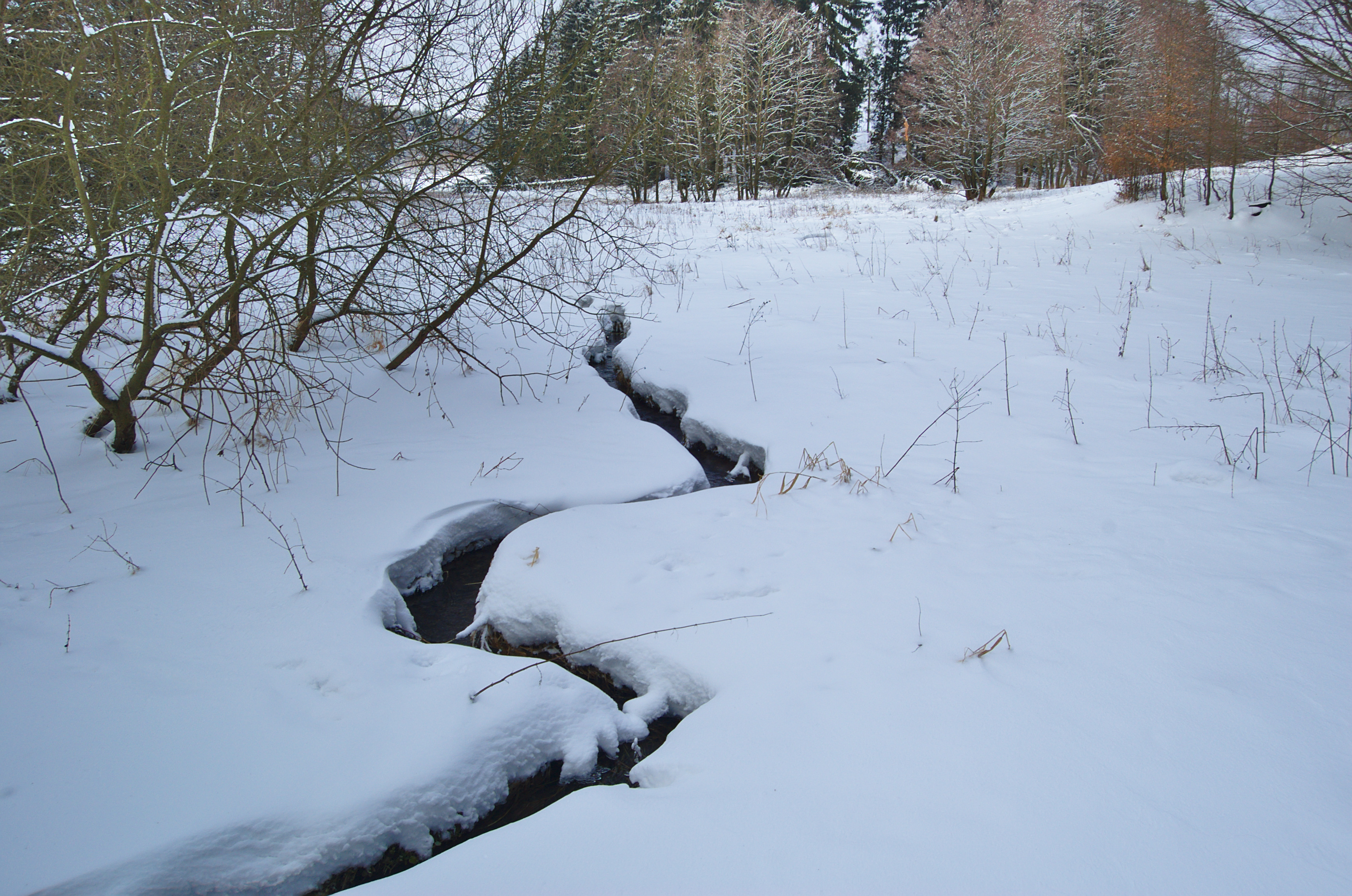
Bezejmenný přítok v přírodní rezervaci Lipovské úpolínové louky
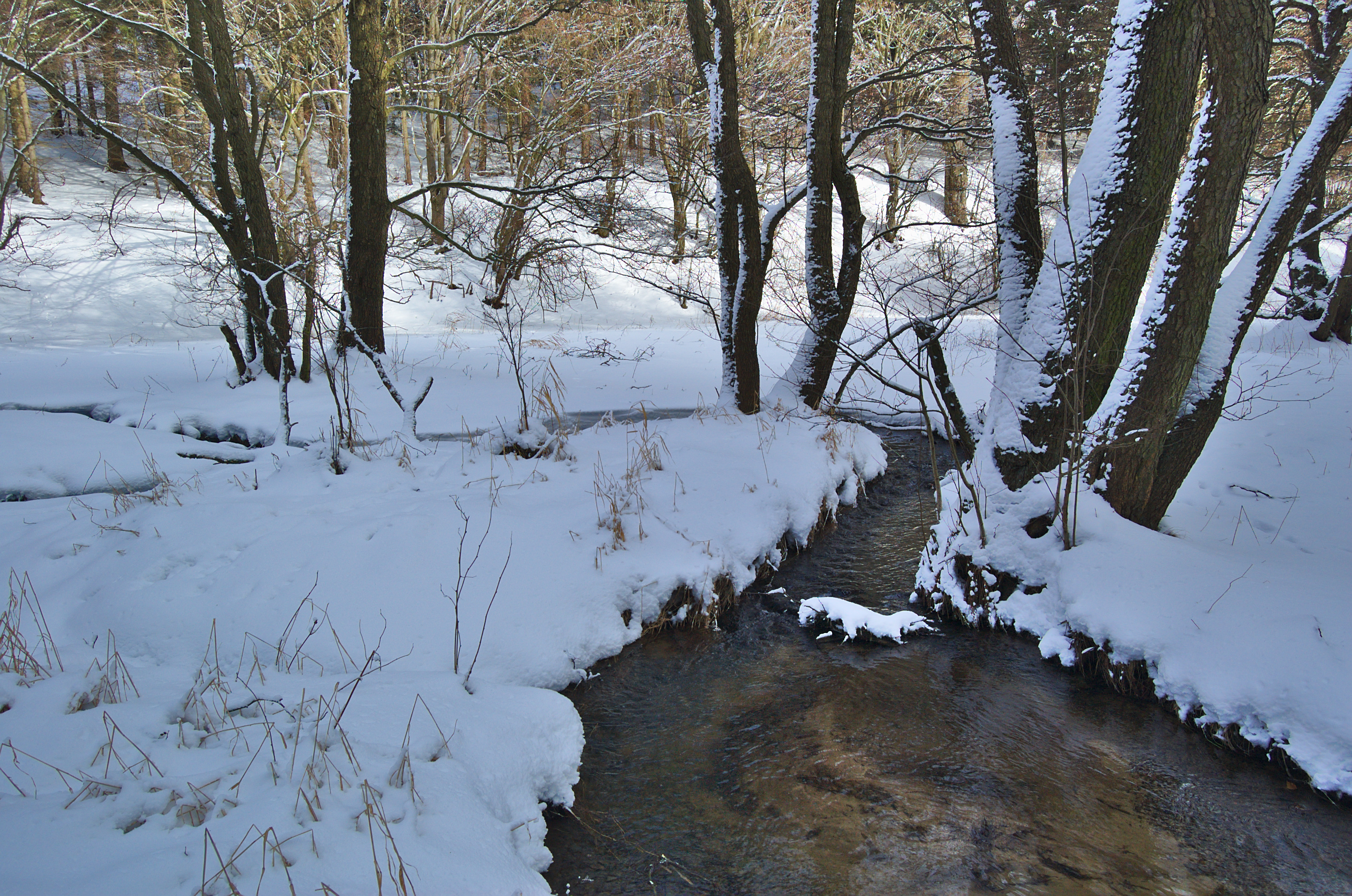
Tok na dolním koncí přírodní rezervace Lipovské úpolínové louky
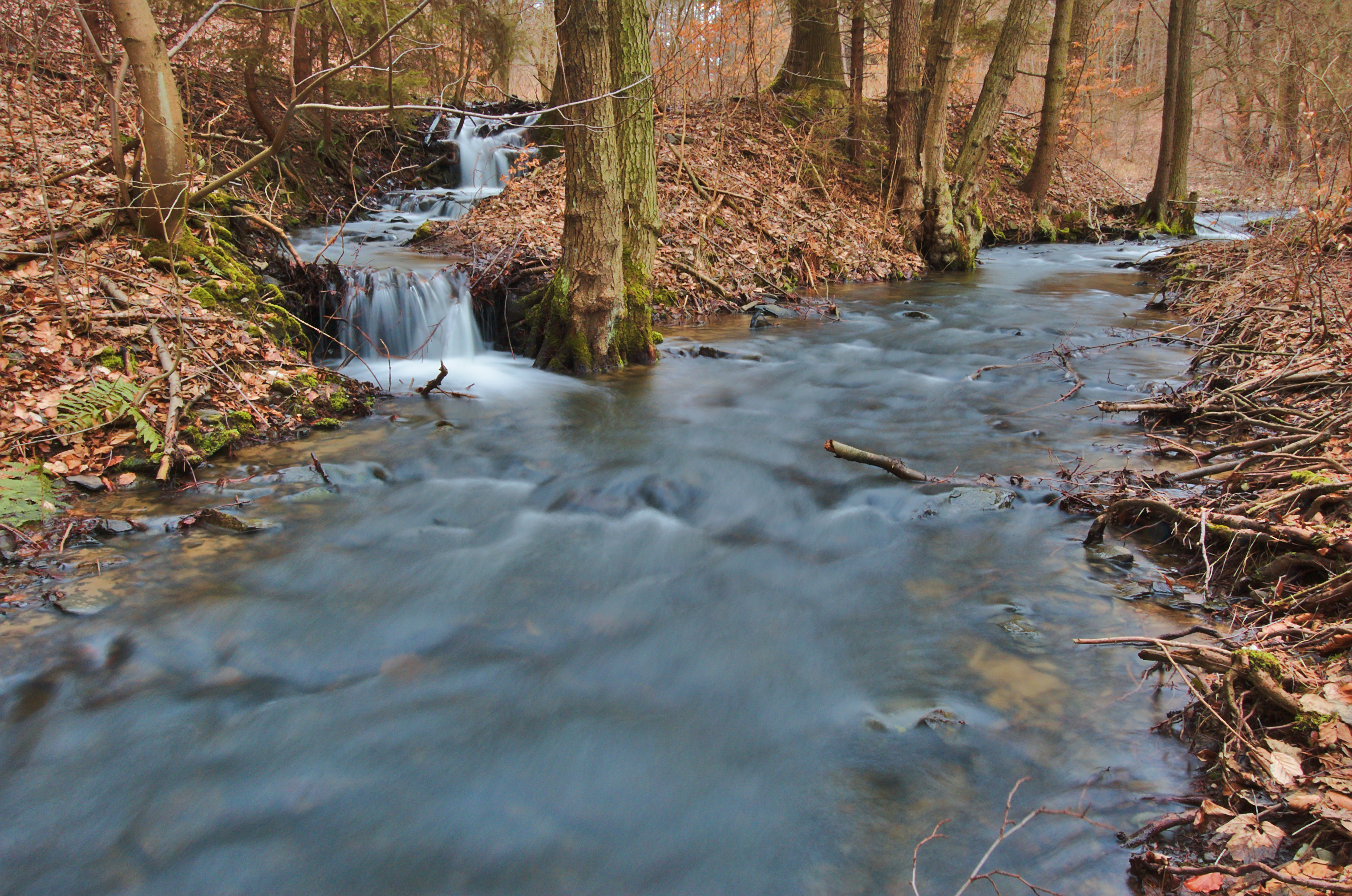
Soutok Hloučely a bezejmenného potoka v lokalitě skautského tábora u Lipové
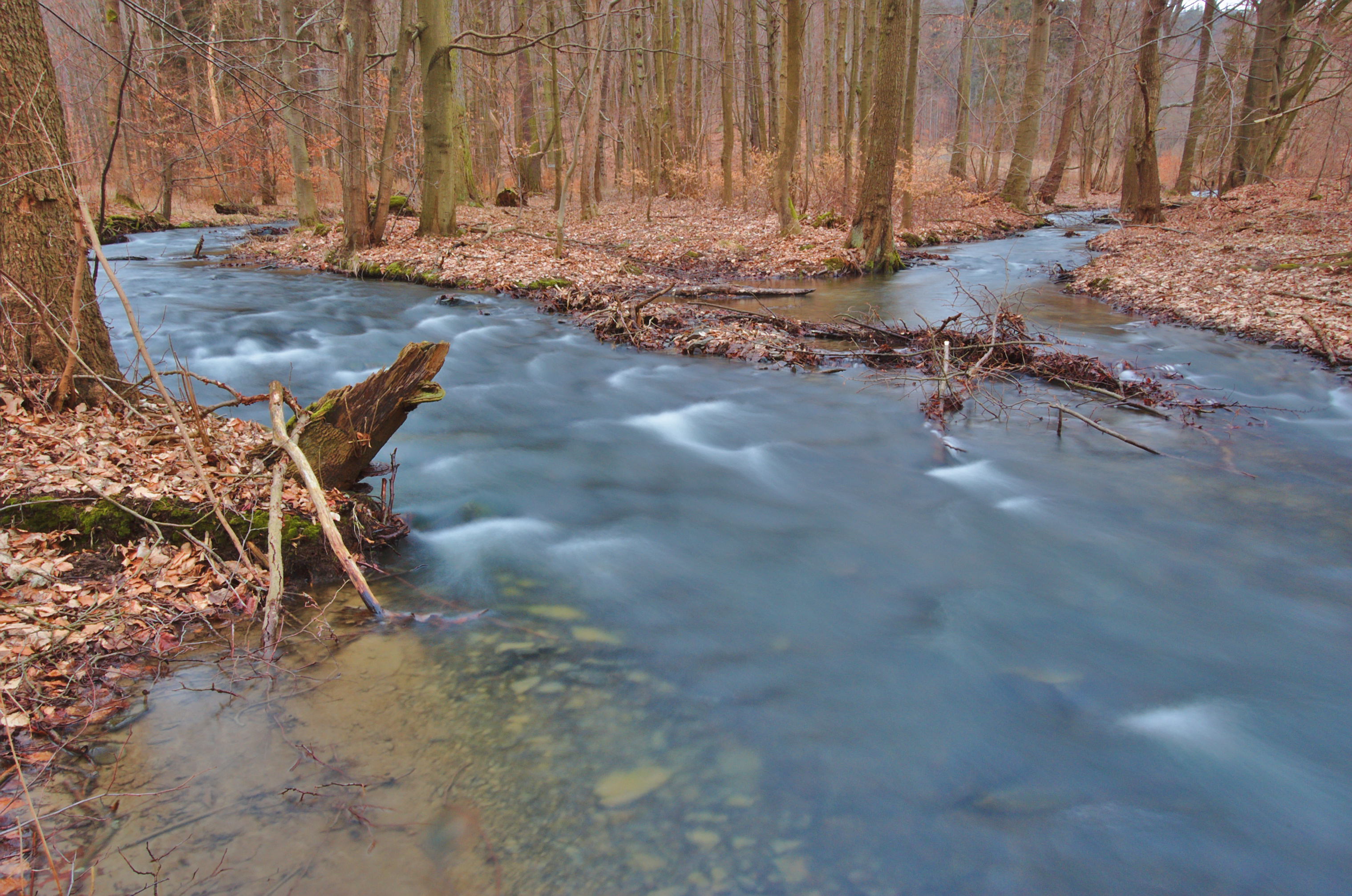
Soutok Hloučely a Zábrany
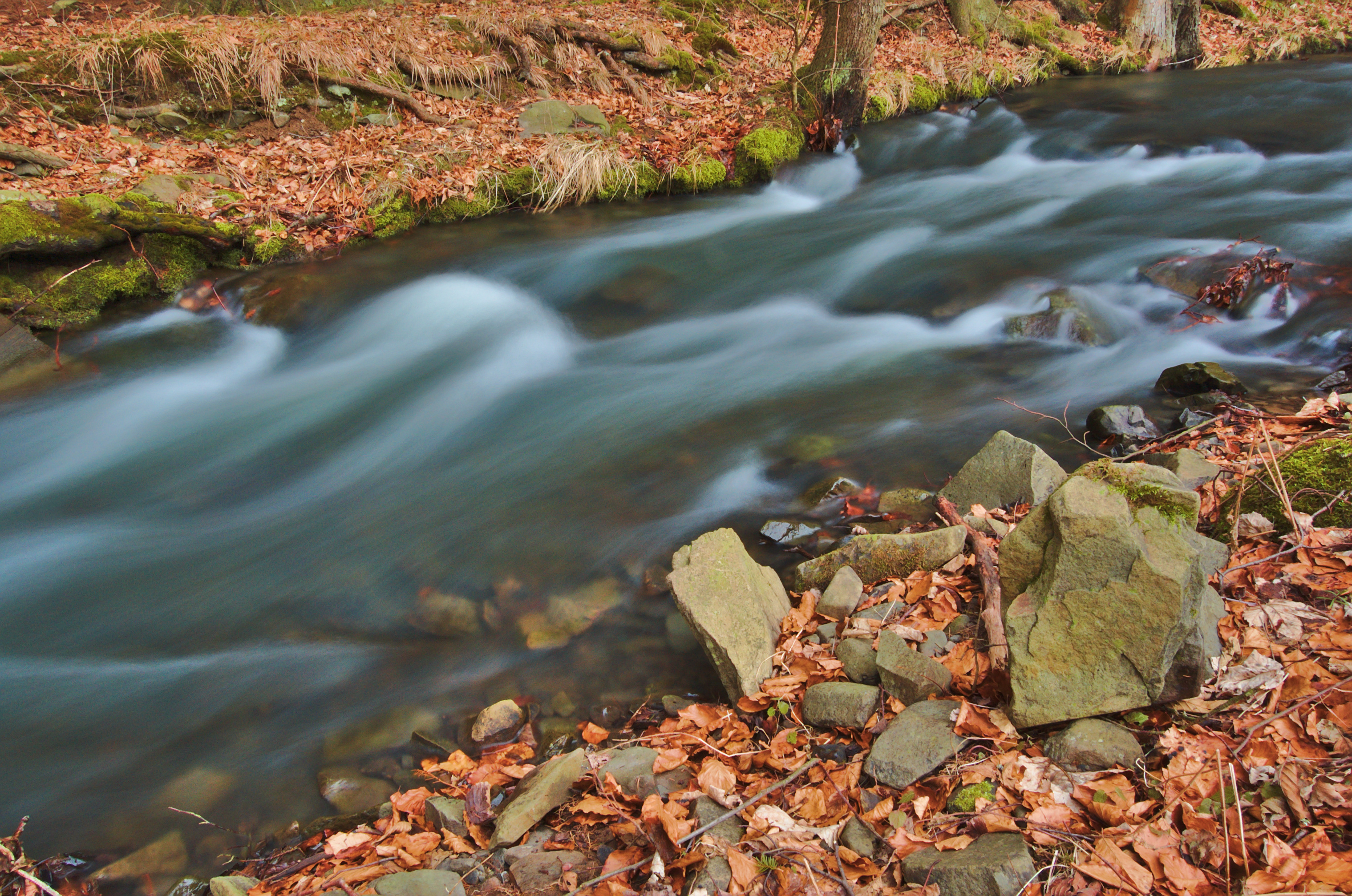
Hloučela u Lipovského mlýna
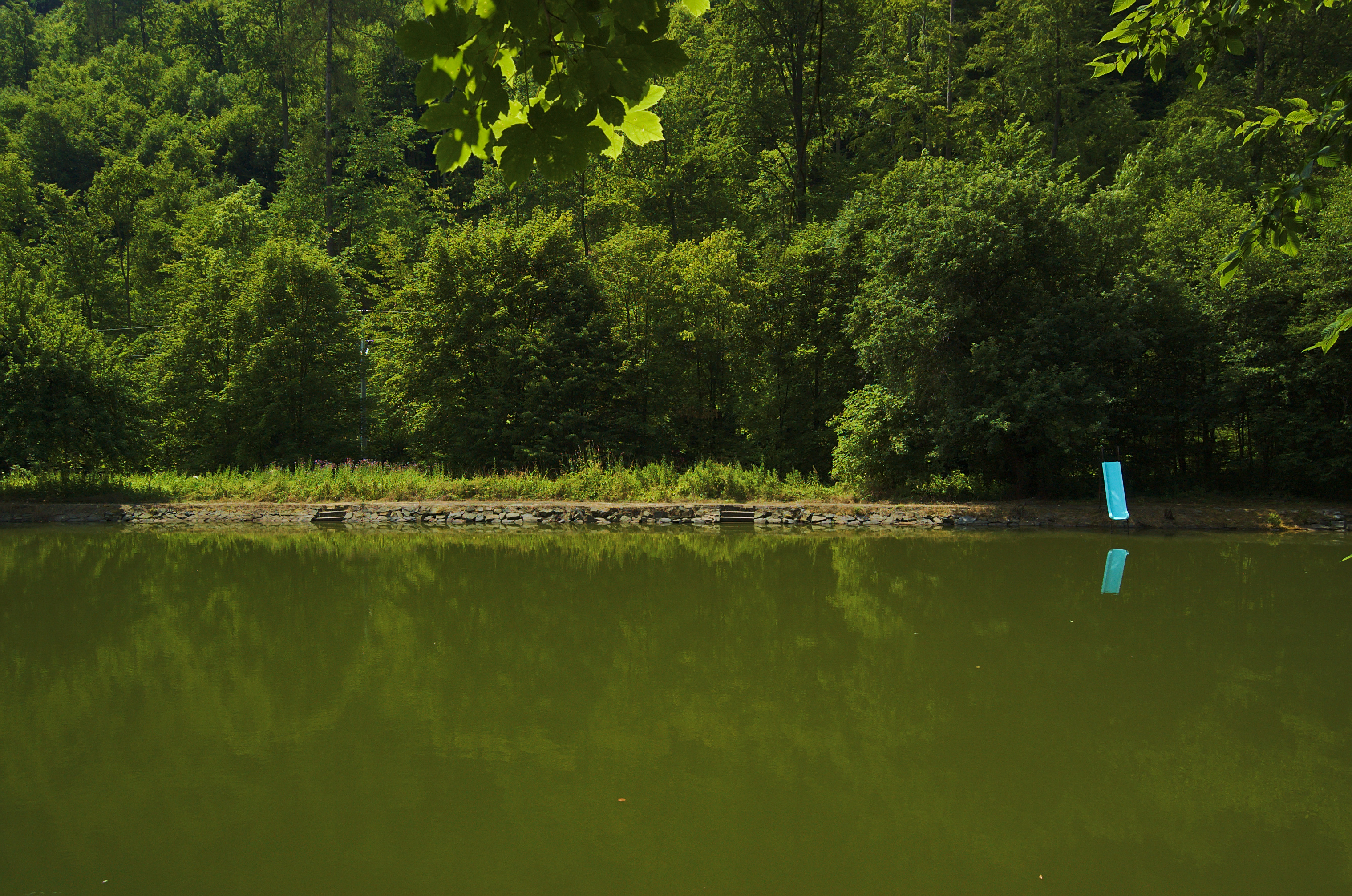
Rybník v Oklukách, který říčka napájí
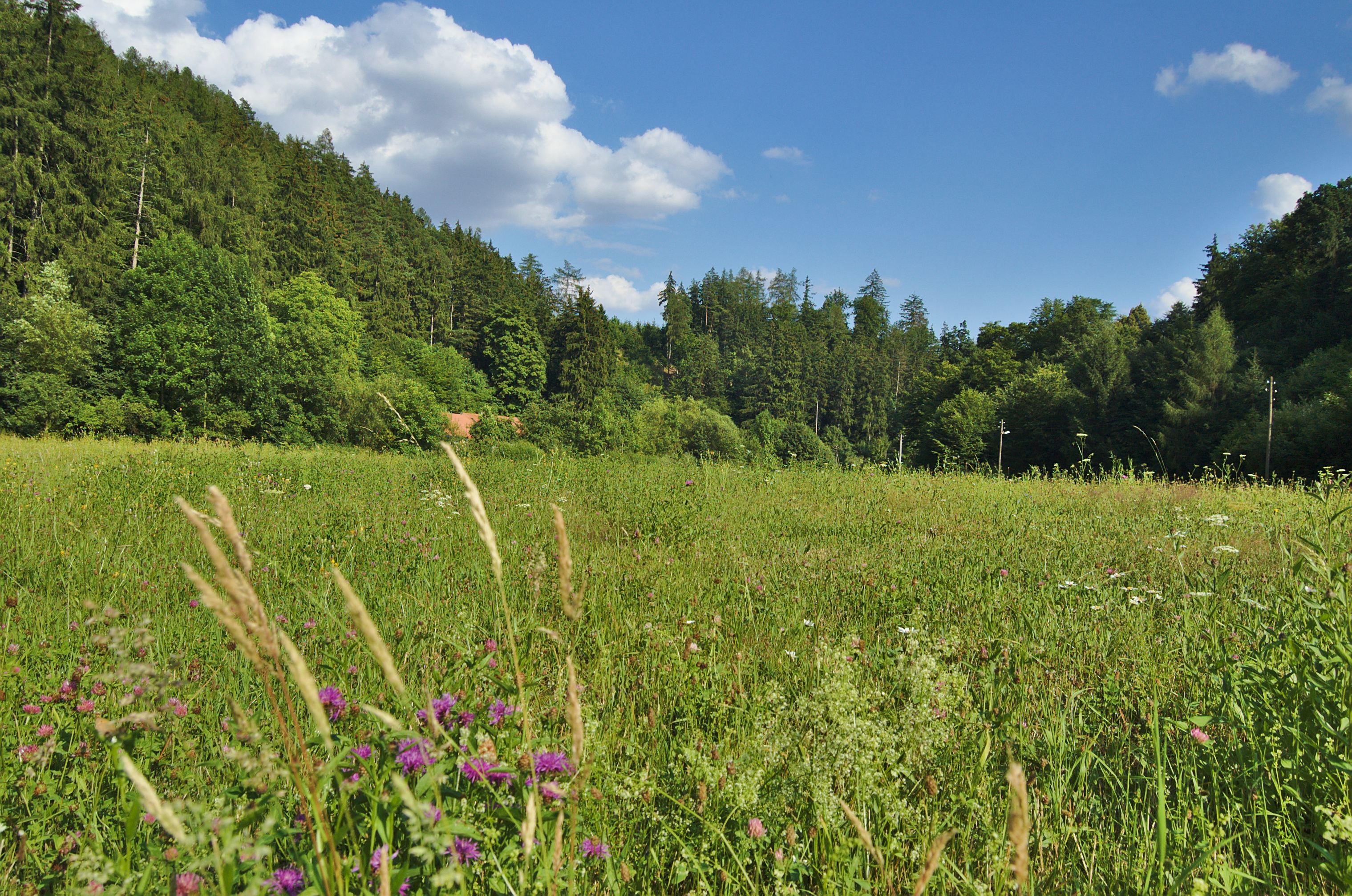
Údolí říčky v osadě Okluky
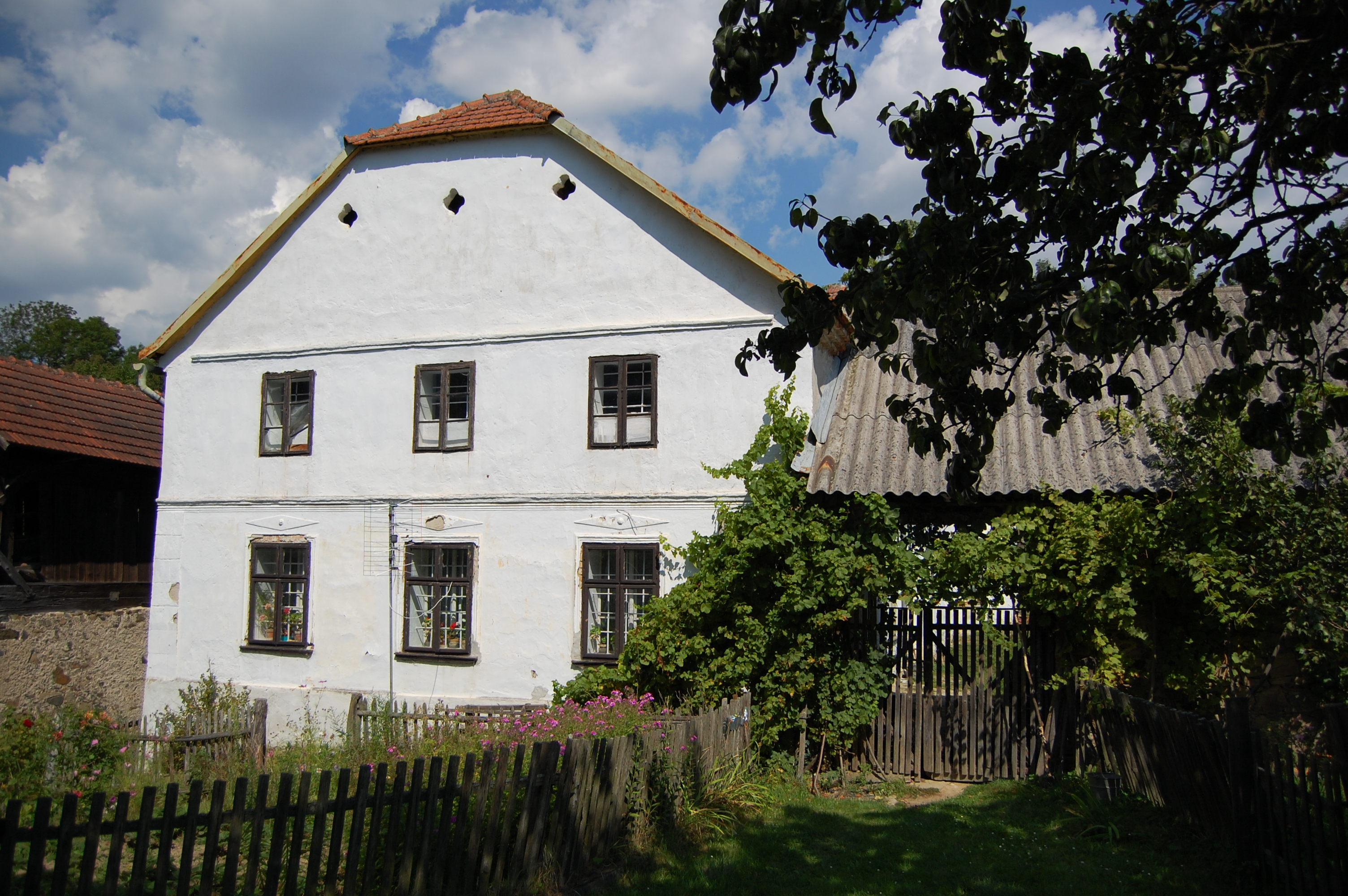
Bývalý mlýn ve Stínavě
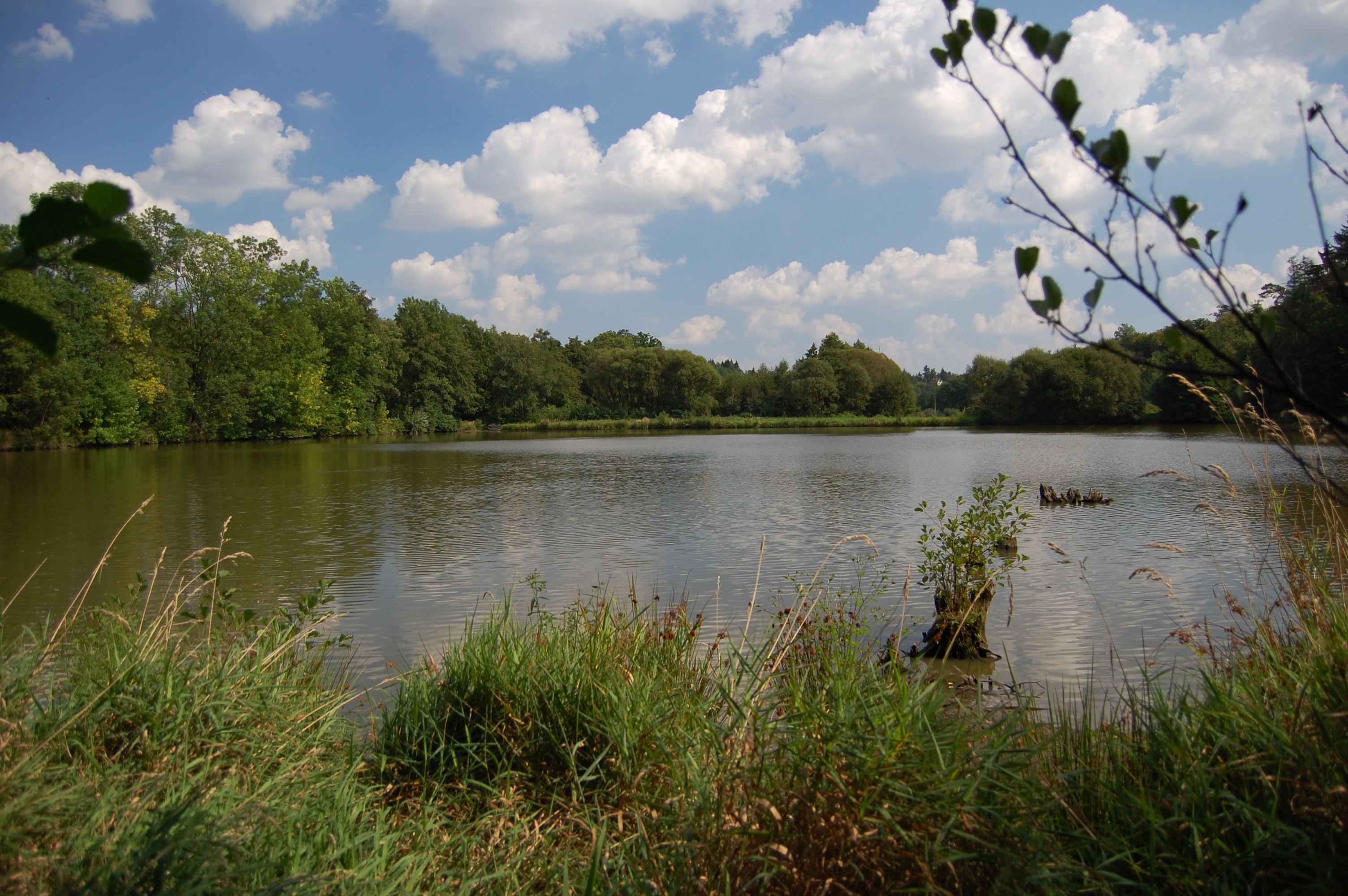
Rybník v Hamrech
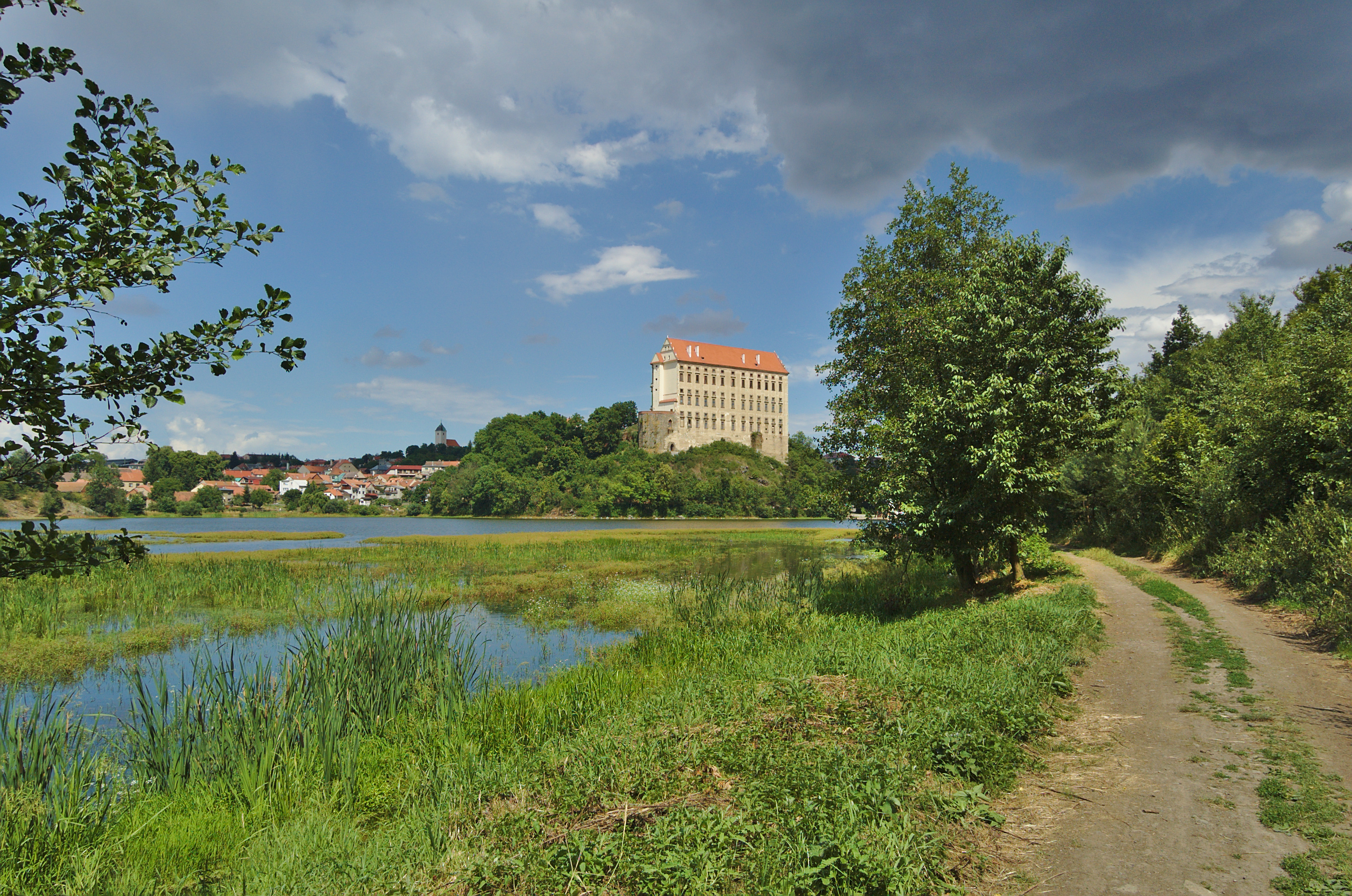
Podhradský rybník v Plumlově
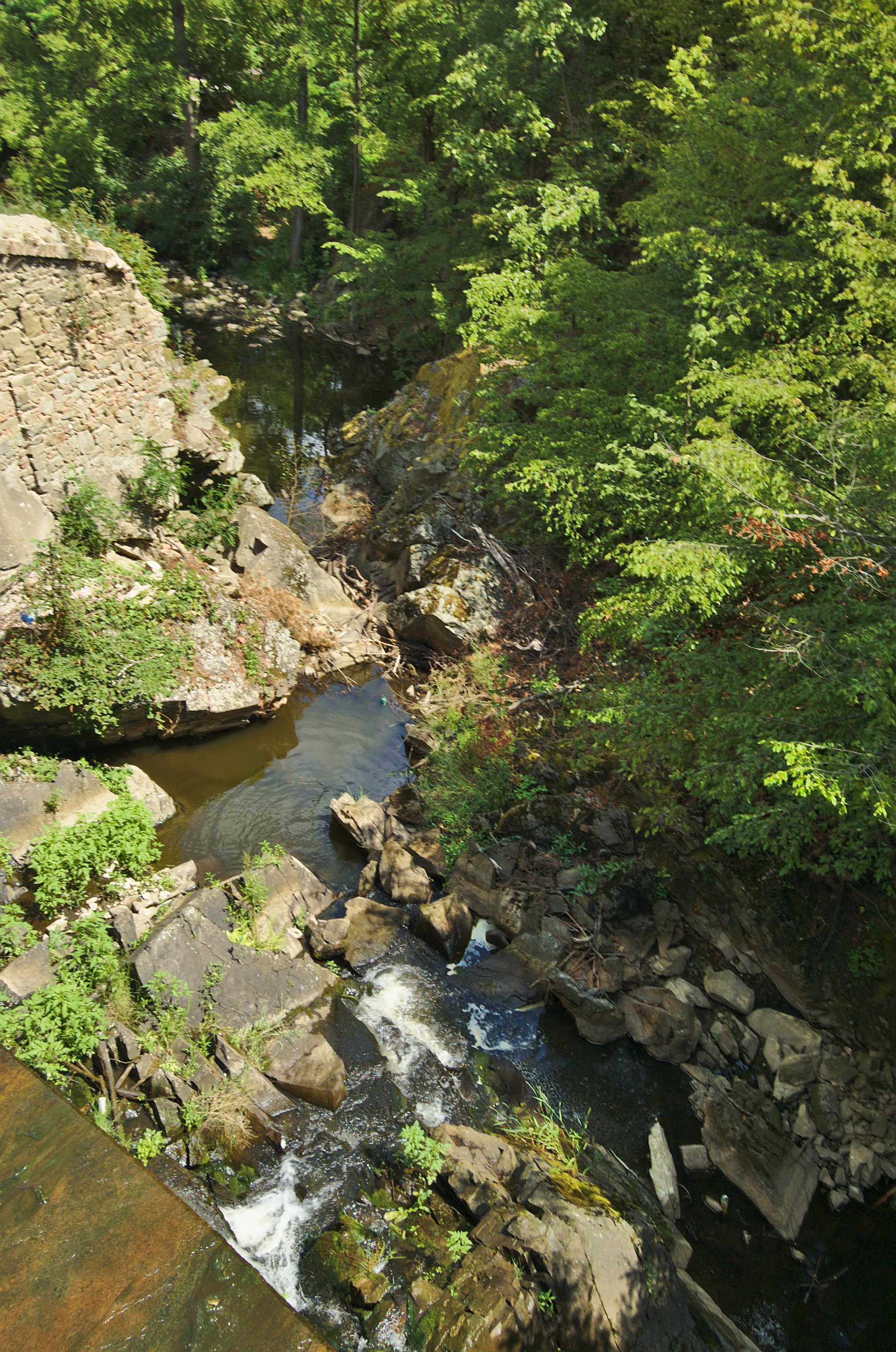
Výpusť Podhradského rybníka
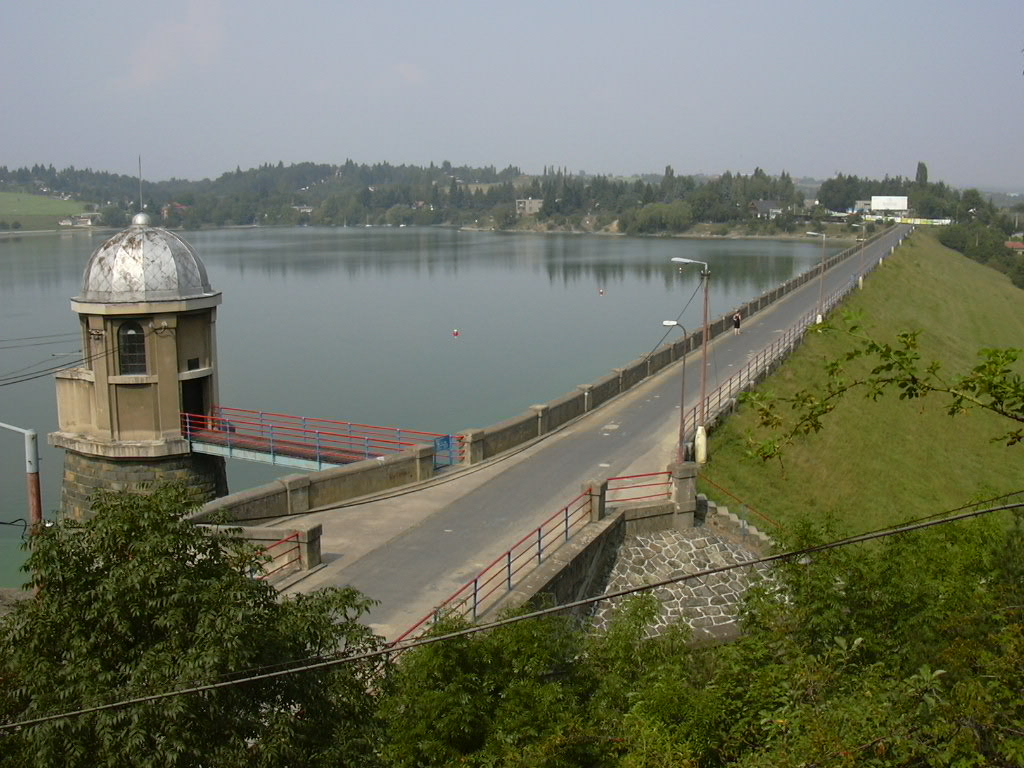
Plumlovská přehrada
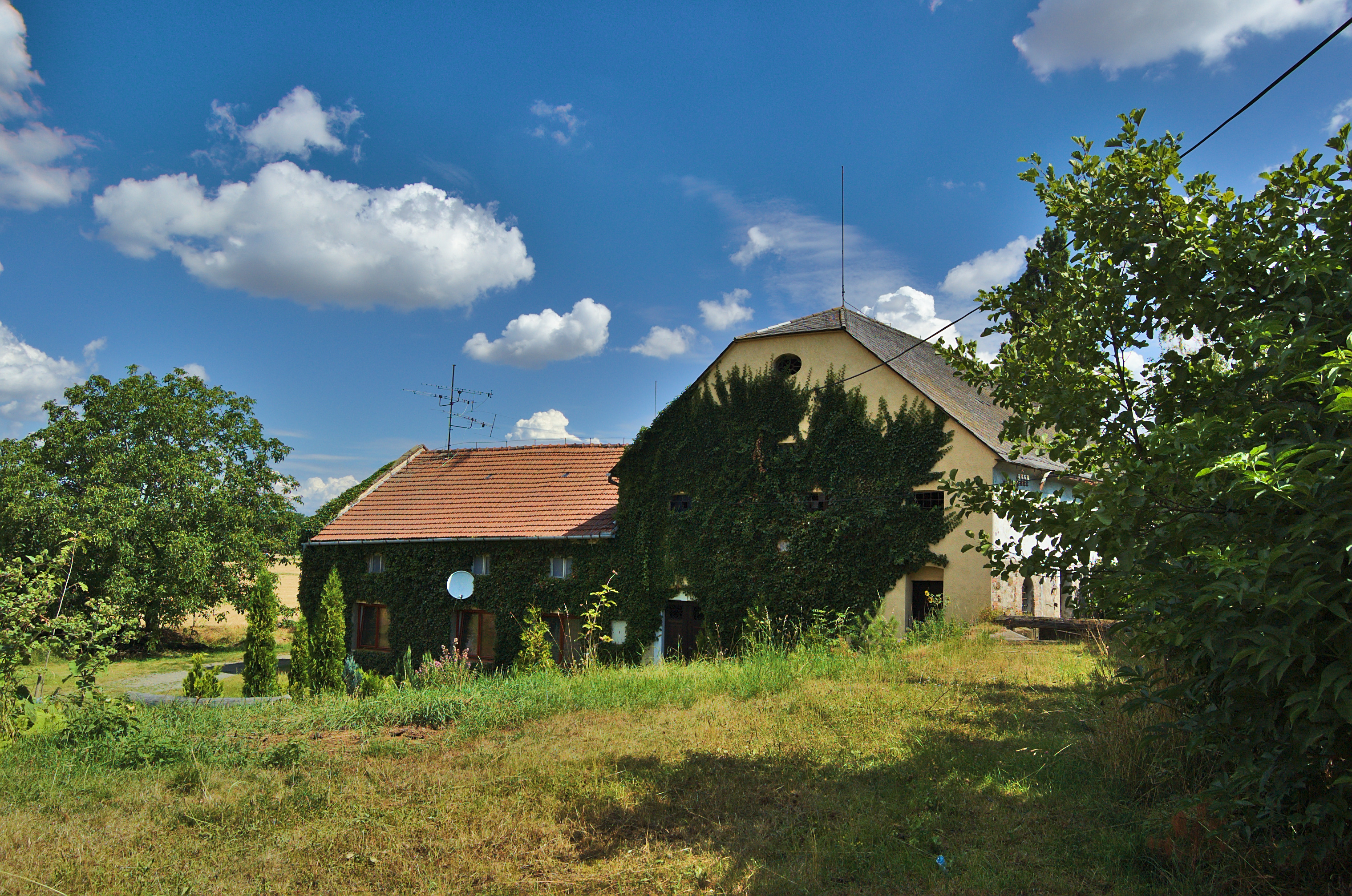
Toufarův mlýn v Domamyslicích
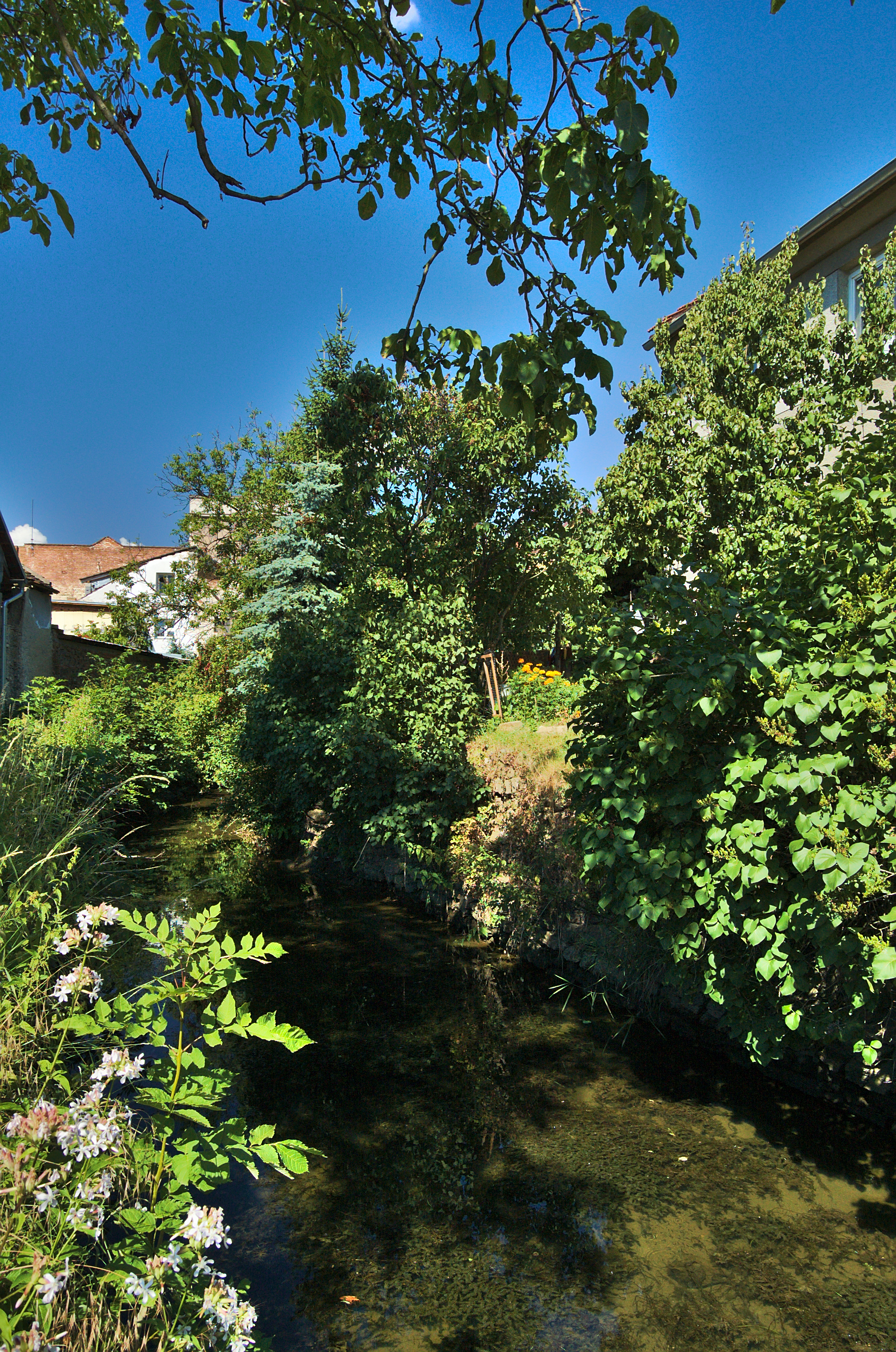
Čechovický náhon v Čechovicích
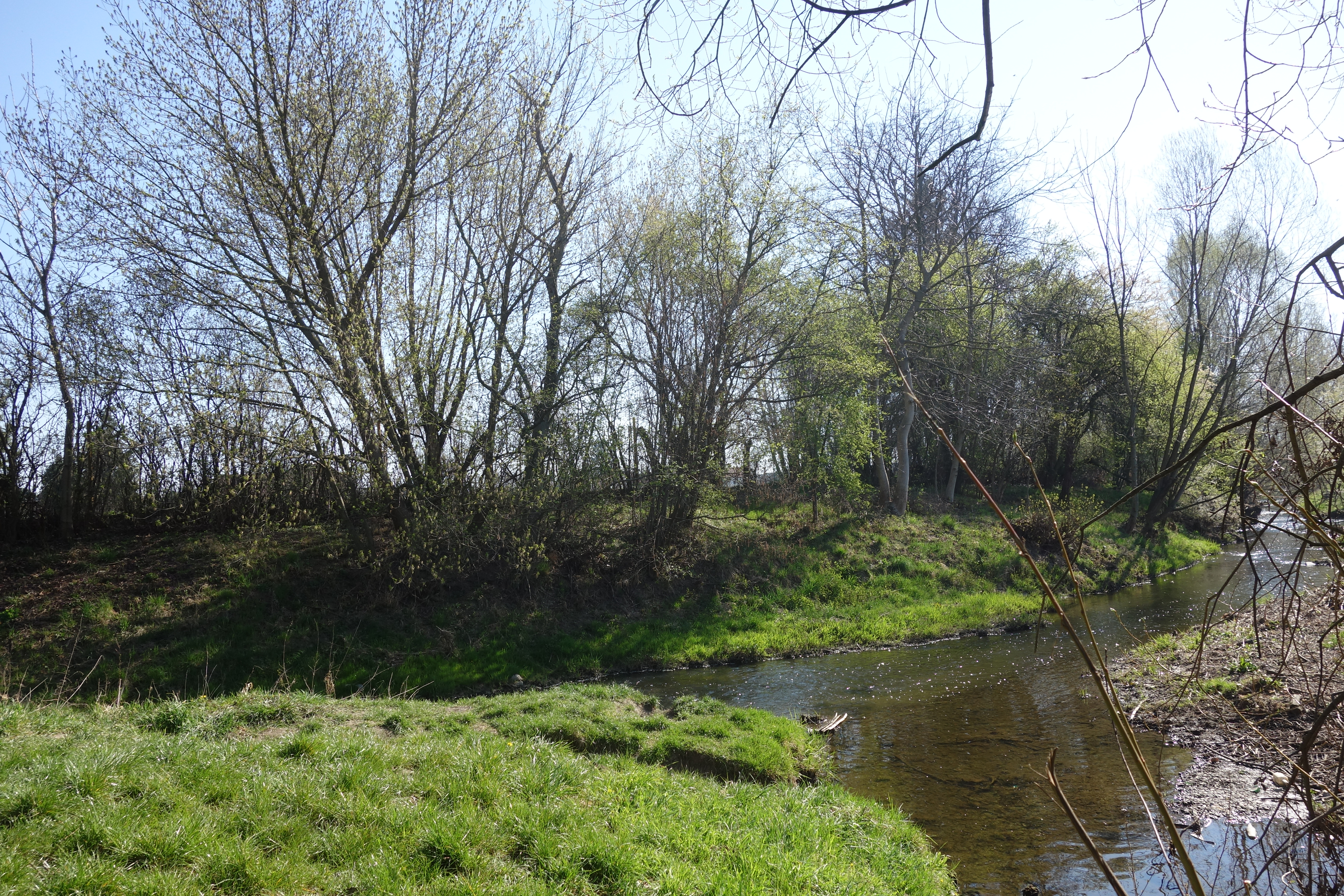
Soutok Romže a Hloučely ve Vrahovicích